# Epicauta arizonica
Epicauta arizonica är en skalbaggsart som beskrevs av Werner 1944. Epicauta arizonica ingår i släktet Epicauta och familjen oljebaggar. Inga underarter finns listade i Catalogue of Life.